# Fox River Grove, Illinois
Fox River Grove là một làng thuộc quận McHenry, tiểu bang Illinois, Hoa Kỳ. Năm 2010, dân số của làng này là 4854 người.

## Dân số
Dân số qua các năm:
- Năm 2000: 4862 người.
- Năm 2010: 4854 người.